# José Parrilla
José Parrilla (Barcelone, 1923 - Levens, 1994) fue un poeta uruguayo, creador de la escuela-movimiento denominada Esterismo y líder del Grupo Pascual Letreros.

## Biografía
Poco se sabe de la vida de José Parrilla, sin adscripción a movimientos literarios, cercano al dadaísmo y al surrealismo de los que renegaba y contemporáneo de la generación del 45 que lo ignoró. Carlos Brandy lo llamó el enfant terrible de los cuarenta montevideanos. Deambulaba por las calles y los cafés ataviado con un batón de luto repartiendo a los transeúntes tarjetas que rezaban "José Parrilla: Profesor del amor".
Se ha dicho y es falso ,que luego de un intento de suicidio fue internado en el Hospital Vilardebó y después permaneció como funcionario del mismo y que dedicaba su salario a arrendar espacios donde hacía sus propias presentaciones de lectura de poesía a las que no asistía nadie y a dar largos paseos en taxi por la ciudad.
La controversial poesía de Parrilla, con títulos como El elogio del miembro, La llave en la cerradura y otros de alta carga  él mismo realizaba las copias que entregaba a todo aquel que estuviera dispuesto a leerlas. En 1943 aparece un delgado volumen impreso en Talleres Gráficos 33 titulado “Ediciones Ester presenta: La llave en la cerradura del poeta José Parrilla” con cuatro extensos poemas de verso libre.
Seguidor de Juan Carlos Onetti y gran admirador de su obra, publica el capítulo 13 de su único texto en prosa conocido "El cazador de moscas" en Marcha el 23 de junio de 1943, fragmento de una novela inédita, de clara influencia onettiana.
Fue amigo y protector de Raúl Javiel Cabrera (Cabrerita), le dio alojamiento y lo incentivó con sus pinturas, sus nombres han permanecido siempre asociados. Antes de viajar a Europa lo dejó bajo la protección de su hermana Lucy, con quien vivió hasta que ella fuera desalojada de su vivienda. Luego Cabrerita estuvo internado en hospitales siquiátricos los siguientes 30 años. En 1983 Parrilla lo invitó a Niza, donde Cabrerita permanecería junto a él por casi un año, para luego regresar a Uruguay.
El Esterismo, término probablemente derivado de Ester,  según la denominación de su creador, un movimiento de arte popular anónimo y colectivo. Fue fundado por Parrilla en 1944 y propone una línea de comunicación virginal con el universo a través de una niña (tal vez relacionada con las niñas de las pinturas de Cabrerita), capaz de encontrar la clave del arte universal.
Se casó con la pintora Alma Castillo con quien tuvo dos hijos. En 1947, poco después del nacimiento de su primer hijo, Parrilla se traslada con su familia a España, donde lidera el Grupo de vanguardia formal Pascual Letreros, fundado en 1948 con sede en Valladolid. El grupo tenía influencias del artista uruguayo Joaquín Torres-García, conocido representante del noucentisme y del constructivismo, así como de Jorge Oteiza en la economía y racionalización de las formas El grupo estuvo formado por los artistas Lorenzo Frechilla, Gerardo Pintado, Primitivo Cano, Teodoro Calderón, Publio Wifrido Cano y los teóricos Parrilla, Castillo y Cabrera; e hicieron sus exposiciones eminentemente en Valladolid.
En 1954, Alma regresó con sus hijos a Montevideo. En 1958 Parrilla se trasladó a Niza y en 1960 se radicó en Levens. En su periplo europeo se convirtió en líder de una comunidad artística que suscribe sus ideas como movimiento esencial, publica con regularidad boletines esteristas. Parrilla aparece rodeado de un gran misterio y con rumores de haberse convertido en supremo sacerdote de su propia secta, que continuaría existiendo aún después de su muerte.
En 2008 la Editorial Yaugurú publicó "El profesor del amor. Obra completa de José Parrilla", Biblioteca Nacional.